# 南海平野線 (未成線)
南海平野線（なんかいひらのせん）は、1963年（昭和38年）3月29日の「都市交通審議会答申第7号」において「1975年（昭和50年）度までに新設すべき路線」として答申されたが、その後幻に終わった未成線である。

## 概要
- 区間：天王寺駅前 - 平野
- 経路：
  - 上町線 天王寺駅前 - 阿倍野
  - 平野線 阿倍野（斎場前） - 平野

- 目的：南海電気鉄道平野線 天王寺駅前 - 平野間の運転系統を高速鉄道化するとともに、南海電気鉄道平野線と大阪市営地下鉄谷町線との相互直通運転を実施。
- 答申内容：1975年度（昭和50年度）までに新設すべき路線。

## 運転計画
大阪市営地下鉄谷町線（高速電気軌道第2号線）と直通運転するものとされていたが、1971年（昭和46年）12月8日の「都市交通審議会答申答申第13号」で「新設すべき路線」として挙げられた谷町線を天王寺から川辺（大阪市平野区長吉川辺付近）を経て藤井寺方面まで延伸する計画に取って代わられ、1980年（昭和55年）11月27日に天王寺 - 八尾南間を開業している。